# António de Maris Carneiro
António de Mariz Carneiro (Lisboa, 15?? - 1642), também conhecido por António de Maris Carneiro, foi um fidalgo e Cosmógrafo-Mor de Portugal.

## Biografia
Ter-se-á licenciado em Leis pela Universidade de Osuna e se incorporado como bacharel na Universidade de Coimbra em 1623. Tal como os seus avôs desempenhou o cargo de Desembargador do Paço durante o reinado de Filipe III de Portugal e, mais tarde, durante o reinado de João IV de Portugal.
Provinha de uma família nobre, letrada e intimamente ligada ao serviço da Casa Real Portuguesa. O seu nome aparece nos documentos seguido da designação de fidalgo da casa de sua Magestade. Quando do seu casamento com D. Ângela de Menezes (1626), é-lhe concedida a mercê do hábito da Ordem de Cristo.
Em 1631 foi nomeado por alvará de Filipe III como Cosmógrafo-Mor de Portugal, cargo confirmado dez anos mais tarde por novo alvará, de D. João IV. Em 1635 foi indigitado ainda para o cargo de Desembargador da Relação e Casa do Porto e, em 1641 foi nomeado para o cargo de Ouvidor da Gente de Guerra em Lisboa.
Dos cargos que exerceu, aquele sobe o qual se dispõe de mais informações é, sem dúvida, do de Cosmógrafo-Mor de Portugal. Nele sucedeu a Pedro Nunes e a João Baptista Lavanha, dando continuidade ao trabalho iniciado por ambos. Para além das obrigações habituais dos Cosmógrafos-Mores expressas no Regimento do Cosmógrafo-Mor de 1592 , Mariz Carneiro foi o primeiro a acrescentar estampas aos Roteiros de Navegação, para serem usadas pelos homens do mar. Estas estampas, representações gráficas de todos os portos da costa portuguesa e alguns da costa espanhola, traziam ainda uma descrição hidrográfica mais ou menos detalhada de cada um desses portos.

## Obra
- Descrição da Fortaleza de Sofala e das mais da Índia (1639)
- Regimento de pilotos, e roteiro das navegaçoens da India Oriental : agora novamente emendado & acresentado co[m] o Roteiro da costa de Sofala, ate Mo(m)baça : & com os portos, & barras do Cabo de Finis taerra ate o Estreito de Gibraltar, com suas derrotas, sondas, & demonstraçoens (1642)
- Regimento de pilotos e roteiro da navegaçam, e conquistas do Brasil, Angola, S. Thome, Cabo Verde, Maranhão, Ilhas, & Indias Occidentais (5a. ed., 1655)
- Roteiro da India Oriental : com as emmendas que novamente se fizeraõ a elle : e acresentado com o Roteiro da costa de Sofala, atè Mombaça, & com os portos, & barras do Cabo de Finis terrae atè o Estreito de Gibaltar, com suas derrotas, & demonstraçoens (1666)